# Magyarász Ince
Magyarász Ince (Zalabér (Zala vármegye), 1806. október 31. – Kaposvár, 1886. augusztus 6.) bölcseleti doktor, piarista áldozópap és tanár.

## Élete
1824. október 5-én Privigyén a rendbe lépett; két évet töltött ott mint újoncnövendék és 1826-27-ben tanított a gimnáziumban. Vácon a bölcseleti tanfolyamot hallgatta és 1830-ban mint I. éves teológus a pesti egyetemen bölcseletdoktori oklevelet nyert. Miután Nyitrán és Szentgyörgyön a teológiai tanfolyamot is elvégezte, 1831-ben áldozópappá szenteltetett.
Tanár volt Tatán és Veszprémben a nyelvészeti osztályokban egy-egy évig, Máramarosszigeten öt évig működött. 1838-ban a budai gimnáziumhoz és egy év mulva Magyaróvárra helyeztetett át, ahol a költészeti és szónoklati osztályokban tanított, valamint 1841-42-ben Selmecbányán is. 1844-1846-ban, mint az újoncnövendékek másodmestere működött. Innét Szegedre, két évi tanárkodás után Nyitrára küldetett, ahol az 1848-49. tanévben a gimnázium igazgatásával bizatott meg. Egy-egy évet töltött Kolozsvárt, ahol a római katolikus líceum könyvtárosa volt majd Budán; ezután a váci gimnáziumba helyezték át, majd az 1852-53. tanév második felében újra Kolozsvárra küldetett, ahol a mennyiségtan és filozófia tanítása mellett a csillagvizsgáló gondozását is magára vállalta. Ugyanitt 1855-től az igazgatói tisztet is viselte, melyet három év mulva a nagykárolyival cserélt fel.
Végre állandóbb működési tért nyert, midőn a Szegeden másodízben eltöltött három évi tanárkodás után 1864-ben veszprémi házfőnökké választatott, ahol a társház ügyein kívül a gimnáziumot is tíz évig igazgatta. Az 1874-75. tanévben újra a nagykárolyi gimnázium igazgatói tisztségére helyeztetett és itt kilenc évig buzgólkodott. Az 1883-84. tanévben megvált az iskolától. Ekkor a koronás arany érdemkeresztet kapta és a bécsi földtani intézet levelező tagja lett. Máramarosszigeten mint házi másodfőnök és lelki atya töltötte utolsó éveit. Ellátogatott évenként Somogyba unokaöccséhez; 1886. nyarán ismét útra kelt és augusztus 1-jén már betegen érkezett Kaposvárra, ahol 1886. augusztus 6-án meghalt. Numizmatikai gyűjteményt hagyott hátra.
Programmértekezései a váczi főgymnasium Értesítőjében (1852. Az ifjuságnak az erény- és tudományokbani czélszerű növelése, A tanodalom történelmi vázlata); a n.-károlyi főgymnasium Értesítőjében (1877. A nagy-károlyi róm. kath. gymnasium rövid története.)

## Munkái
- Ode honoribus ... adm. rev. exim. ac clariss. patris Joannis Bapt. Grosser s. p. praep. provincialis ... dum festum nominis sui diem felix recoleret a gymnasio Schemniciense oblata. 1842. Schemnicii
- Óda főtiszt. s tudós Grosser János úrnak ... midőn főigazgatói hivatalra közakarattal ujolag megválasztatott Váczon 1844-ben a selmeczi ház. Uo.
- Örömdal, melyel méltóságos és főtiszt. Roskoványi Ágoston úrnak váczi püspöki székébe történt beigtatási ünnepélyén a váczi k. rendház tisztelkedett decz. 8. 1851. Pest